# Ariel Olivetti
Pour les articles homonymes, voir Olivetti (homonymie).
Ariel Olivetti (né le 15 novembre 1967 à Buenos Aires) est un auteur argentin de comics, connu entre autres pour ses travaux sur Daredevil, les X-Men, Space Ghost ou The Punisher War Journal.

## Biographie
Il étudie à la Faculté de Graphic Design de Buenos Aires et commence dans le magazine Fierro.
Ensuite il crée en 1992 El Cazador de Aventuras un comics pour adulte avec Jorge Lucas, Mauro Cascioli & Claudio Ramirez.
Son premier travail aux États-Unis est The Last Avengers Story de 1995 , écrit par Peter David et publié par Marvel Comics . Il a ensuite passé un bref séjour comme dessinateur régulier sur Daredevil de Marvel entre 1997 et 1998, où il a travaillé avec le scénariste Joe Kelly. Son prochain travail majeur remonte à 1998 lorsqu'il travaille avec l'auteur Steven Grant sur le projet Counter X de Warren Ellis et revisite le titre X-Man de Marvel. En 2005, il collabore à nouveau avec Joe Kelly sur la série limitée DC Comics Space Ghost, qui a révélé les origines du personnage pour la première fois.
D' autres titres, il a travaillé sur comprennent Mystique et Sabretooth (1996), Alpha Flight (1997) et What If? (1997) chez Marvel et JLA : Paradise Lost (1998), Haven: La Ville Brisée (2002), Green Lantern (2003) et Batman: Les Légendes du Chevalier Noir (2006) à DC. En 1999, il collabore avec l'écrivain Mark Waid sur The Kingdom (illustrant le numéro 1 et Mike Zeck illustrant le numéro 2), une suite de Kingdom Come.
En 2006, il signe un contrat exclusif avec Marvel Comics et lance le deuxième volume de Punisher War Journal avec l'écrivain Matt Fraction. Olivetti a fait de l'art sur les dix premiers numéros. Parmi les autres travaux de Marvel, citons la série en cours Cable (vol. 2) qui a débuté en mars 2008 et, plus récemment, Incredible Hulk et Namor (vol. 3).
Au cours de sa carrière, Olivetti a travaillé sur différents supports, notamment le noir et blanc, la couleur numérique, les acryliques et les huiles. Olivetti lui-même a déclaré avoir été influencé par des artistes tels que Richard Corben, Simon Bisley et son compatriote Mauro Cascioli.
En 2012, il collabore avec la bande dessinée Hero Seeds, dessinant deux couvertures des bandes dessinées et plusieurs dessins de la même bande dessinée.

## Publications
- El Cazador de Aventuras (The Adventures Hunter) 1992 (avec Jorge Lucas, Mauro Cascioli & Claudio Ramirez)
- Punisher War Journal Vol. 1 #1-12
- Punisher War Journal Annual Vol. 1 #1-2
- Cable Vol.2 #1-12 (avec Duane Swierczynski & Kaare Andrews)
- Incredible Hulk #601-605, 2009 (avec Greg Pak)
- Hercules: Fall of an Avenger #1–2 avec Greg Pak & Fred Van Lente
  - Skaar / Bruce Banner
- Sabretooth and Mystique #1-3 (avec Jorge Gonzales)
- X-Factor
- X-Force
- X-Man
- X-Men: Millennial Visions 2001
- Superman and Batman versus Aliens and Predator